# Lichtensteinia
Lichtensteinia är ett släkte i familjen flockblommiga växter. Det beskrevs av Adelbert von Chamisso och Diederich Franz Leonhard von Schlechtendal 1826.

## Arter
Släktet omfattar åtta arter i Sydafrika:
- Lichtensteinia crassijuga E.Mey. ex Sond.
- Lichtensteinia globosa B.-E.van Wyk & Tilney
- Lichtensteinia interrupta (Thunb.) E.Mey. ex Sond.
- Lichtensteinia lacera Cham. & Schltdl.
- Lichtensteinia latifolia Eckl. & Zeyh.
- Lichtensteinia obscura (Spreng.) Koso-Pol.
- Lichtensteinia trifida Cham. & Schltdl.